# Bosener Gruppe

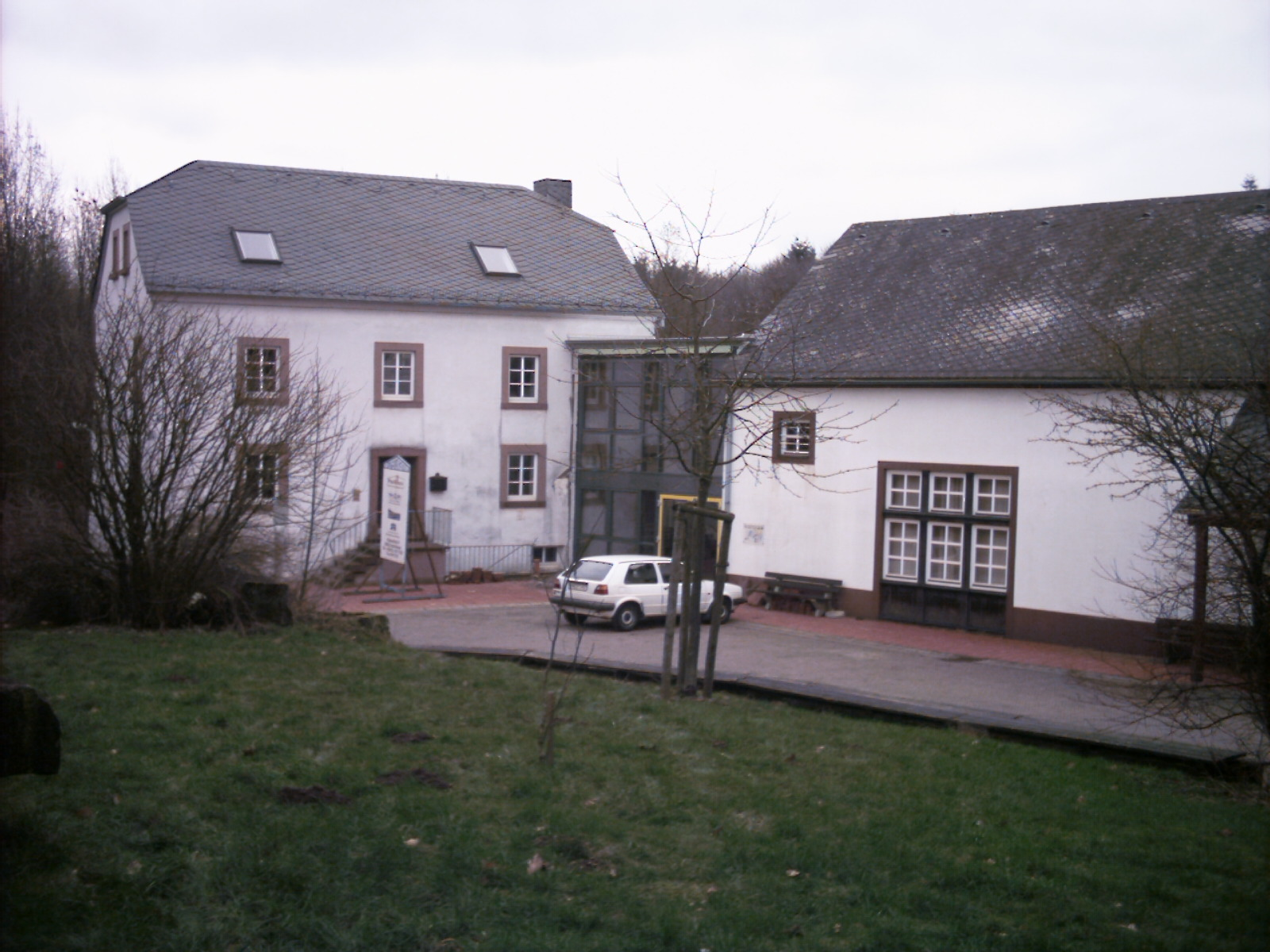
Kulturzentrum „Bosener Mühle“

Die Bosener Gruppe ist ein loser Zusammenschluss von Schriftstellern, die literarische Mundart-Texte verfassen. Sitz der Gruppe ist im nördlichen Saarland die Bosener Mühle.
Die Bosener Gruppe legt den Schwerpunkt ihres Engagements auf literarische Texte in moselfränkischer und rheinfränkischer Mundart. Zur Gruppe gehören Literaten aus Lothringen und aus dem Elsass, ebenso aus dem Saarland und aus Rheinland-Pfalz.
Die Gruppe wurde am 26. November 2000 während eines Mundart-Symposions des Saarländischen Rundfunks gegründet. Gründungsmitglieder der Gruppe waren Relinde Niederländer, Gisela Bell, Peter Eckert, Georg Fox, Heinrich Kraus und Johannes Kühn.
Im Gegensatz zu üblichen Vereinen kann man nicht auf eigenen Wunsch der Gruppe beitreten, vielmehr wählen die Gruppenmitglieder mit Mehrheit Beitrittskandidaten aus. Zurzeit zählt die Bosener Gruppe 30 Mitglieder. Erster Sprecher der Gruppe war der Autor Georg Fox. Er gab die Position nach einigen Jahren auf, um sich vermehrt seiner schriftstellerischen Arbeit widmen zu können. Nach außen hin vertreten wird heute die Gruppe durch Karin Klee und Peter Eckert (Stand: September 2022).
In ihrem „Bosener Manifest“ hat sich die Gruppe im Jahr 2000 folgende Ziele gesteckt:
- Pflege und Förderung der eigenen Mundart als wichtiger Identitätsanker im Lande
- Verdeutlichung von Bezügen und Besonderheiten in der moselfränkischen und rheinfränkischen Mundart
- Darstellung der regionalen Mundarten in ihrer Wertigkeit und sprachbildnerischen Schönheit
- Präsentation der Dialektsprache als Möglichkeit einer anspruchsvollen literarischen Gestaltungsform
- Diskussion neuer Strömungen in der regionalen Sprachlandschaft
- Förderung und Ermutigung nachwachsender Mundartgenerationen

Die Bosener Gruppe vergibt monatlich den Preis „Mundarttext des Monats“. Es geht dabei um die Auszeichnung für literarische Texte, die in Mundart zeitgemäße Beobachtungen spiegeln. Bereits mehrfach traten Mitglieder der Gruppe in Berlin in der Saarlandvertretung auf, so u. a. Georg Fox, Peter Eckert, Relinde Niederländer, Manfred Pohlmann, Karin Klee, Ute Zimmermann, Gisela Bell u. a.
Im August 2008 stellte die Gruppe eine Doppel-CD mit dem Titel Sprachfarben vor. Die Schirmherrschaft für dieses Projekt hatte der saarländische Ministerpräsident übernommen.
Im Jahr 2017 trat die Bosener Gruppe durch ein neues Veranstaltungsformat in Erscheinung: „Blaue Stunde“ präsentierte Liedermacher und Literaten der Bosener Gruppe in einer gemeinsamen Veranstaltung. In Tholey traten auf: Manfred Pohlmann, Gisela Bell, Alfons Klein, Georg Fox. In der Bosener Mühle gastierten Hans Walter Lorang, Richard Bauer, Relinde Niederländer, Karin Klee, Gérard Carau.
2020 hat die Gruppe begonnen, kleine Youtube-Filme zu produzieren, die ausgewählte Mundartbeiträger ihrer Mitglieder präsentieren. Begonnen wurde mit dem Mundartautor Peter Eckert, der im April 2020 auf YouTube seine Mundarttexte präsentierte.